# Котов Федір Прокопович
Федір Прокопович Котов (15 травня 1908, робітниче селище на станції Максимівка Південної залізниці Харківської губернії, тепер Харківської області — 26 жовтня 1980, місто Москва, тепер Російська Федерація) — радянський державний діяч, голова виконавчого комітету Хабаровської крайової ради. Депутат Верховної Ради СРСР 4—5-го скликань.

## Життєпис
Народився в родині робітника. Закінчив семирічну школу та школу палітурної справи.
З 1925 по 1927 рік працював старшим діловодом у Центральній контрольній комісії КП(б)У в місті Харкові.
З 1927 року — на комсомольській та профспілковій роботі на підприємствах міста Харкова.
У 1930 році закінчив вечірні шестимісячні курси з підготовки до вищих навчальних закладів. З 1930 по січень 1931 року — студент Харківського інституту профосвіти.
У 1931 році за направленням ЦК ЛКСМУ працював уповноваженим із проведення сільськогосподарської кампанії (колективізації) в селах Харківщини.
У вересні 1931 — 1936 року — студент Ленінградського кораблебудівного інституту.
У 1936—1938 роках — інженер-конструктор суднобудівного заводу № 190 міста Ленінграда, інженер-конструктор Центрального конструкторського бюро міста Ленінграда.
У 1938—1944 роках — начальник конструкторського бюро, головний конструктор суднобудівного заводу № 199 міста Комсомольська-на-Амурі.
Член ВКП(б) з 1939 року.
У 1944—1947 роках — партійний організатор ЦК ВКП(б) заводу № 39 міста Комсомольська-на-Амурі; заступник секретаря з машинобудування та металургії Комсомольського-на-Амурі міського комітету ВКП(б) Хабаровського краю.
З січня 1947 по жовтень 1950 — директор заводу № 409 Міністерства нафтової промисловості СРСР в місті Комсомольську-на-Амурі.
У 1950—1951 роках — завідувач відділу машинобудування Хабаровського крайового комітету ВКП(б).
У 1951 — вересні 1952 року — секретар Хабаровського крайового комітету ВКП(б).
У вересні 1952 — березні 1953 року — завідувач відділу машинобудування Хабаровського крайового комітету КПРС.
3 березня — 7 квітня 1953 року — голова виконавчого комітету Хабаровської крайової ради депутатів трудящих.
7 квітня 1953 — 19 січня 1954 року — 1-й заступник голови виконавчого комітету Хабаровської крайової ради депутатів трудящих.
19 січня 1954 — 19 лютого 1960 року — голова виконавчого комітету Хабаровської крайової ради депутатів трудящих.
Потім — на керівній роботі в Державній плановій комісії СРСР у Москві.
Помер 26 жовтня 1980 року в Москві.

## Нагороди
- орден Трудового Червоного Прапора
- медаль «За трудову доблесть»
- медалі